# Seafile
Seafile è un software orientato alla sicurezza per la fornitura di servizi di backup online, sincronizzazione automatica, file hosting e condivisione di file tramite web.
Seafile è un software basato su cloud storage criptato e con supporto multipiattaforma, disponibile per sistemi operativi desktop (Windows, macOS, Linux) e per dispositivi mobili (iOS, Android).